# Географія Сьєрра-Леоне
Сьєрра-Леоне — західноафриканська країна, що знаходиться на крайньому заході тропічної частини континенту . Загальна площа країни 71 740 км² (119-те місце у світі), з яких на суходіл припадає 71 620 км², а на поверхню внутрішніх вод — 120 км². Площа країни втричі більша за площу території Львівської області України. 

## Назва
Офіційна назва — Республіка Сьєрра-Леоне, Сьєрра-Леоне (англ. Republic Sierra Leone, Sierra Leone; кріо Sa Lone). Назва країни походить від португальської назви Серра-да-Ліоа (порт. Serra da Lyoa), що означає Хребет левиці. Пізніше назва була трансформована в Левові гори, хоча африканські леви у місцевих вологих тропічних лісах ніколи не жили. Саме так португальський мандрівник Педро де Сінтра назвав місцеві гори під час плавання уздовж західноафриканського узбережжя 1462 року.

## Географічне положення

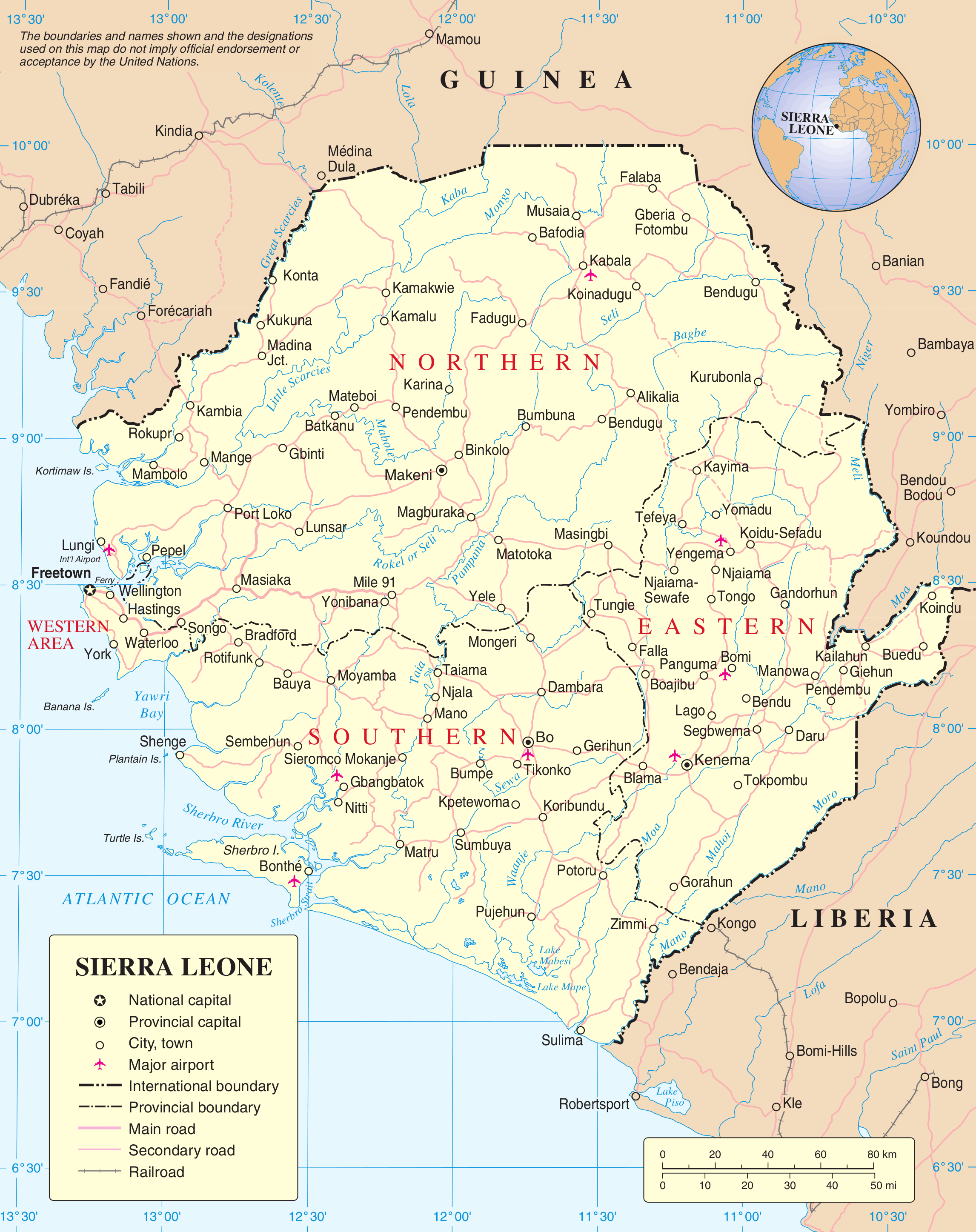
Карта Сьєрра-Леоне від ООН

Порівняння розмірів території Сьєрра-Леоне та США

Сьєрра-Леоне — західноафриканська країна, що межує з двома іншими країнами: на півночі — з Гвінеєю (спільний кордон — 794 км), на сході — з Ліберією (299 км). Загальна довжина державного кордону — 1093 км. Сьєрра-Леоне на заході омивається водами Атлантичного океану. Загальна довжина морського узбережжя 402 км.
Згідно з Конвенцією Організації Об'єднаних Націй з морського права (UNCLOS) 1982 року, протяжність територіальних вод країни встановлено в 12 морських миль (22,2 км). Прилегла зона, що примикає до територіальних вод, в якій держава може здійснювати контроль необхідний для запобігання порушень митних, фіскальних, імміграційних або санітарних законів простягається на 24 морські милі (44,4 км) від узбережжя (стаття 33). Виключна економічна зона встановлена на відстань 200 морських миль (370,4 км) від узбережжя. Континентальний шельф — 200 морських миль (370,4 км) від узбережжя.

### Час
Час у Сьєрра-Леоне: UTC0 (-2 години різниці часу з Києвом).

## Геологія

### Корисні копалини
Надра Сьєрра-Леоне багаті на ряд корисних копалин: алмази, титанові руди, боксити, залізну руду, золото, хроміти.

## Рельєф
Середні висоти — 279 м; найнижча точка — рівень вод Атлантичного океану (0 м); найвища точка — гора Бінтімані, або Лома-Манса (1948 м).

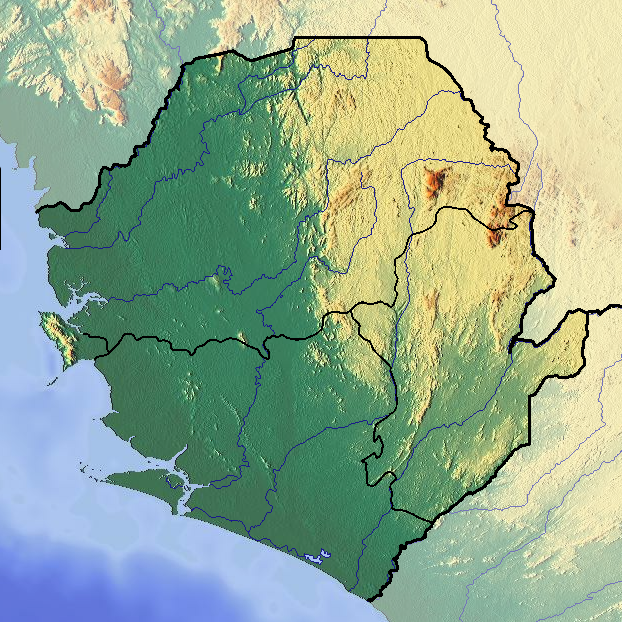
Рельєф Сьєрра-Леоне
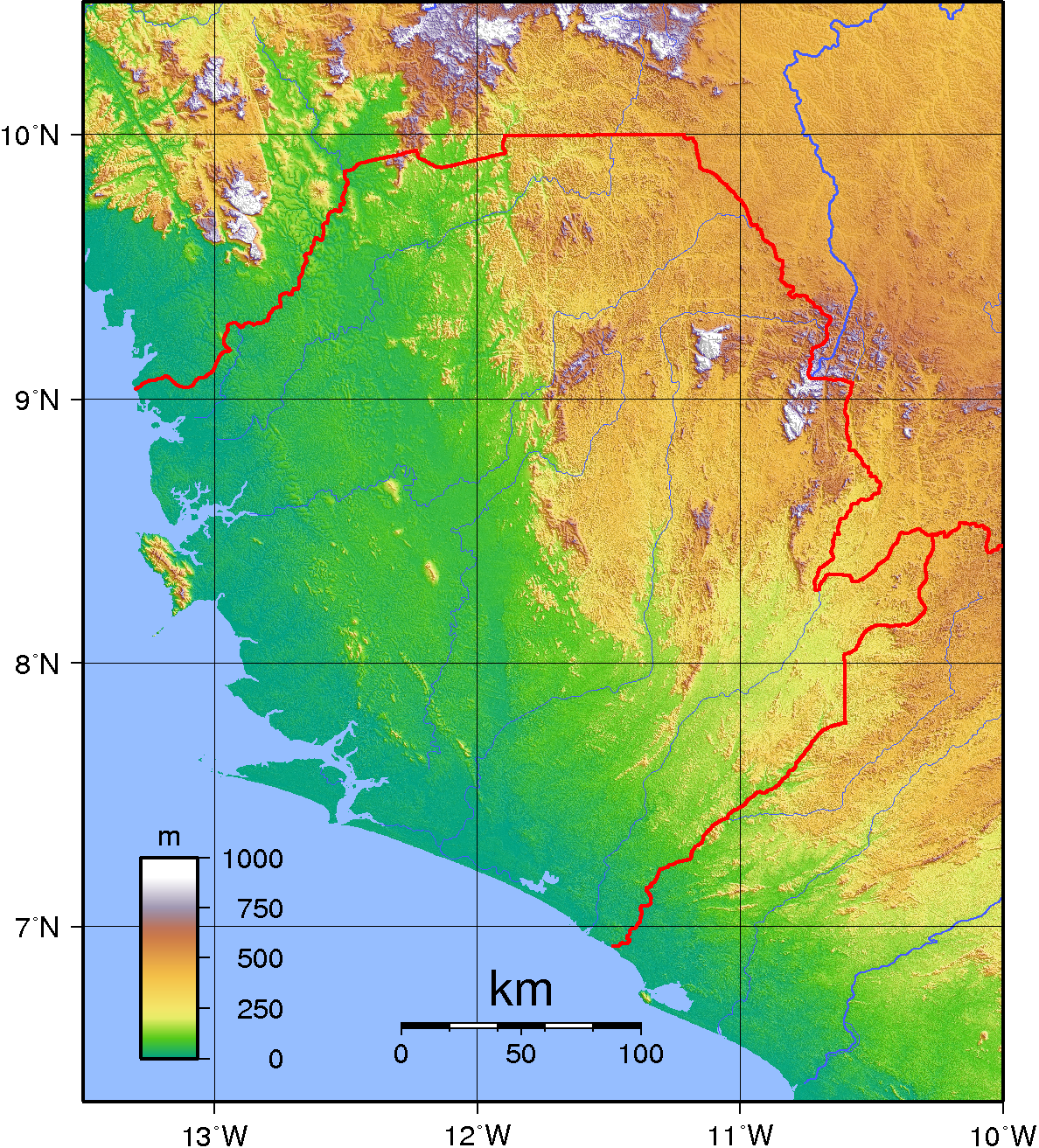
Гіпсометрична карта Сьєрра-Леоне
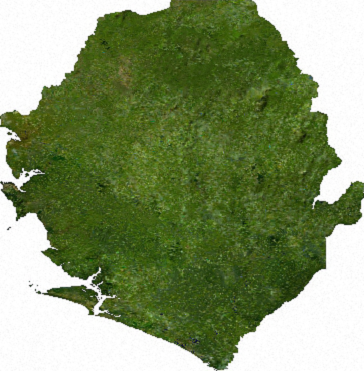
Супутниковий знімок поверхні країни
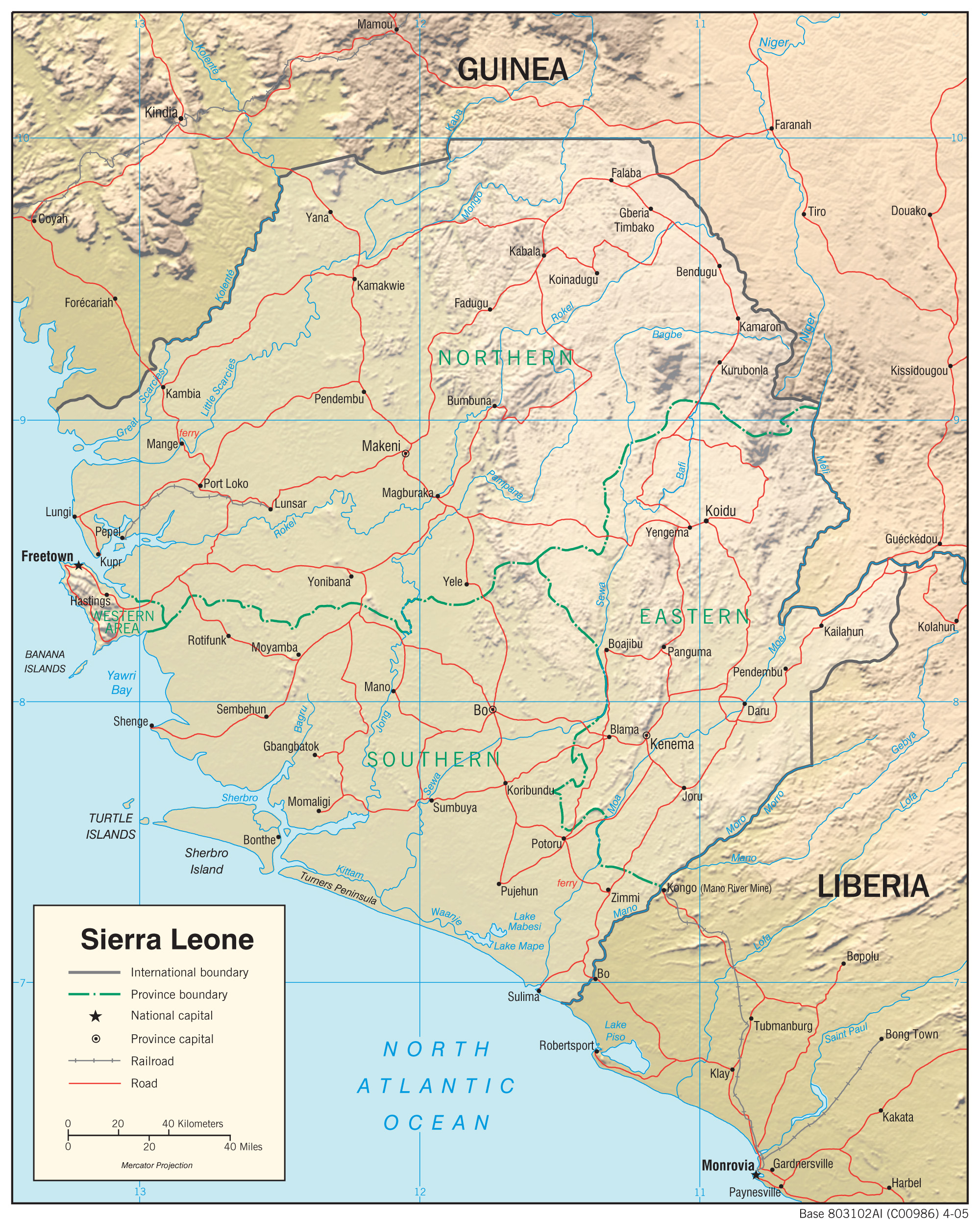
Карта країни (англ.)
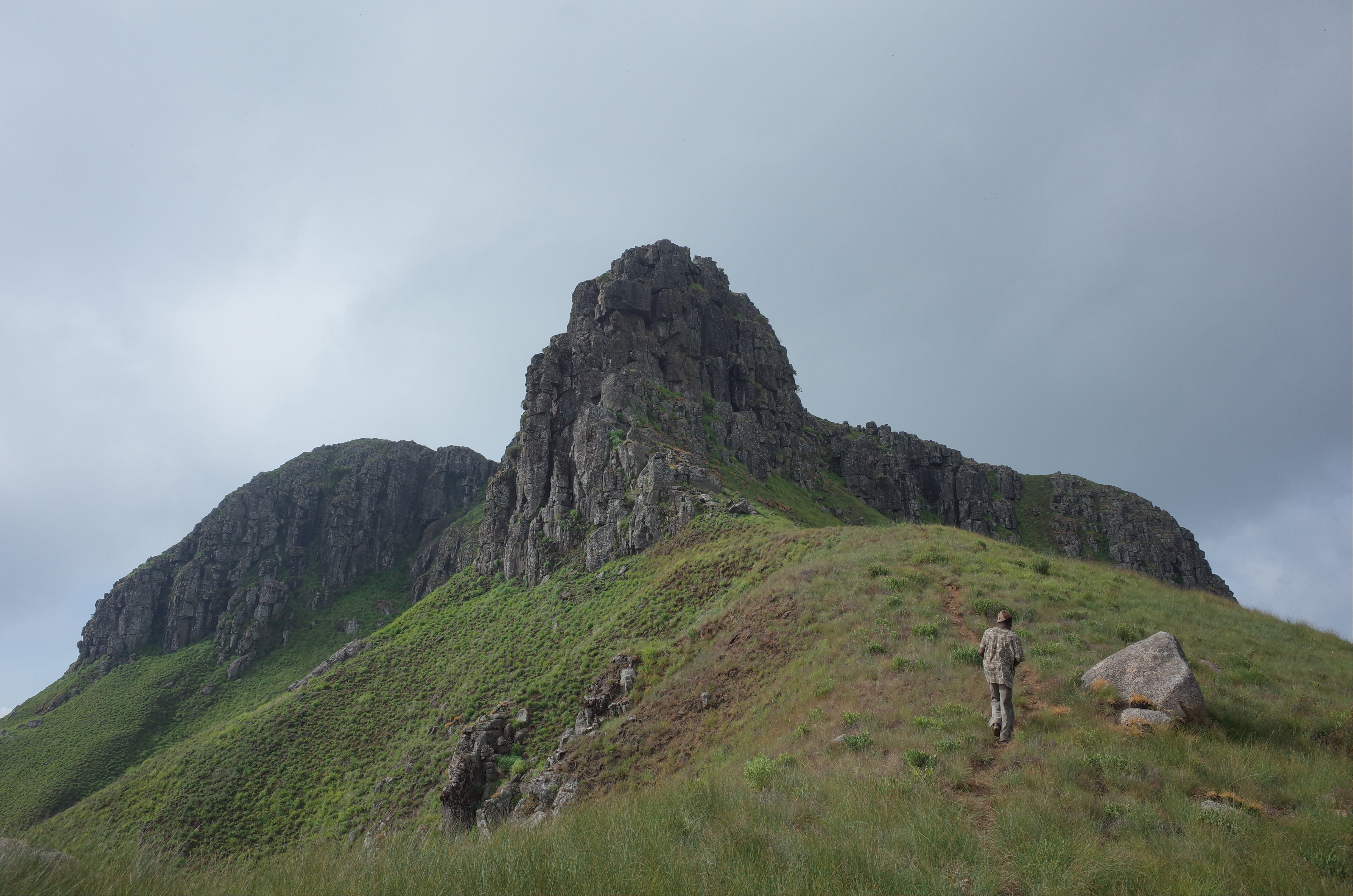
Гора Бінтунамі
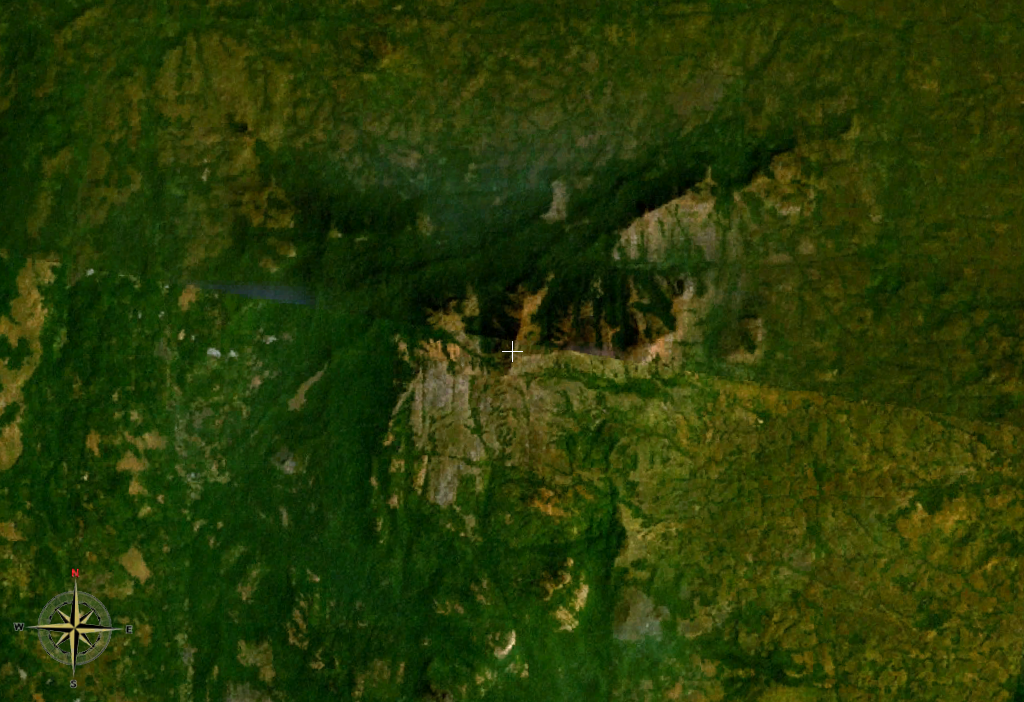
Бінтунамі з космосу

## Клімат
Територія Сьєрра-Леоне лежить у субекваторіальному кліматичному поясі. Влітку переважають екваторіальні повітряні маси, взимку — тропічні. Влітку вітри дмуть від, а взимку до екватора. Сезонні амплітуди температури повітря незначні, зимовий період не набагато прохолодніший за літній.

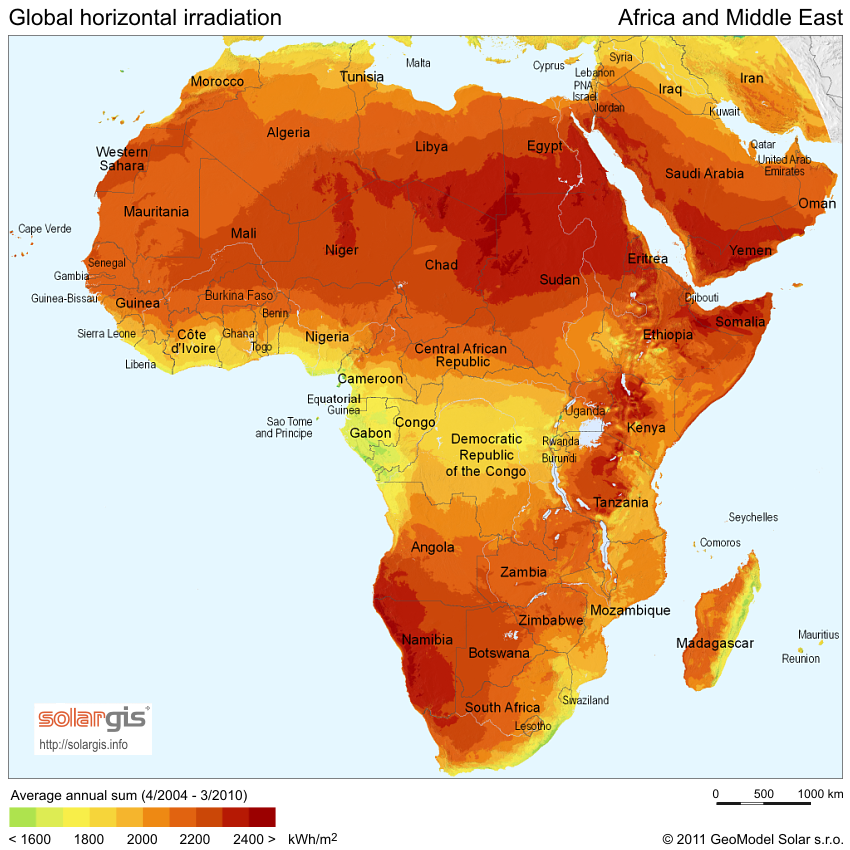
Сонячна радіація (англ.)
Кліматична карта Сьєрра-Леоне (за Кеппеном)

Сьєрра-Леоне є членом Всесвітньої метеорологічної організації (WMO), в країні ведуться систематичні спостереження за погодою.

## Внутрішні води
Загальні запаси відновлюваних водних ресурсів (ґрунтові і поверхневі прісні води) становлять 160 км³.
Станом на 2012 рік в країні налічувалось 300 км² зрошуваних земель.

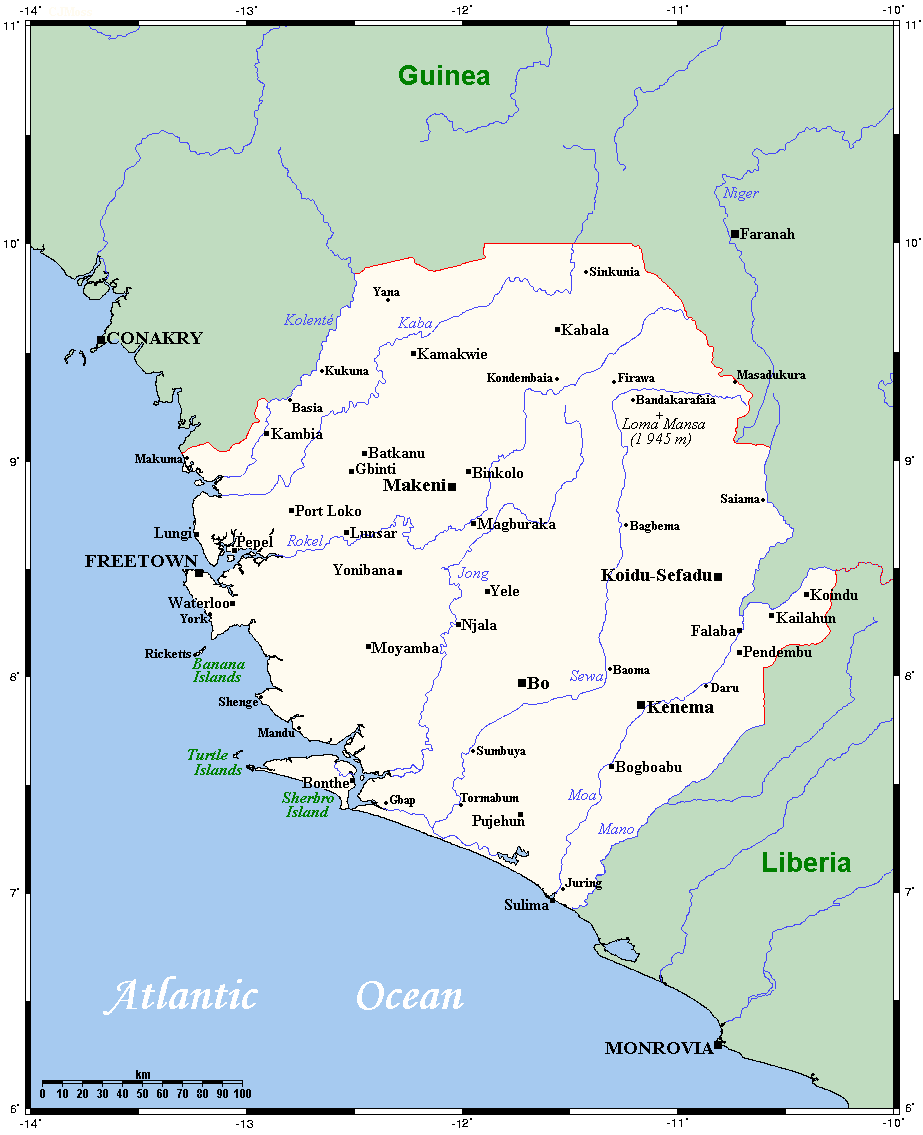
Гідрографічна мережа Сьєрра-Леоне
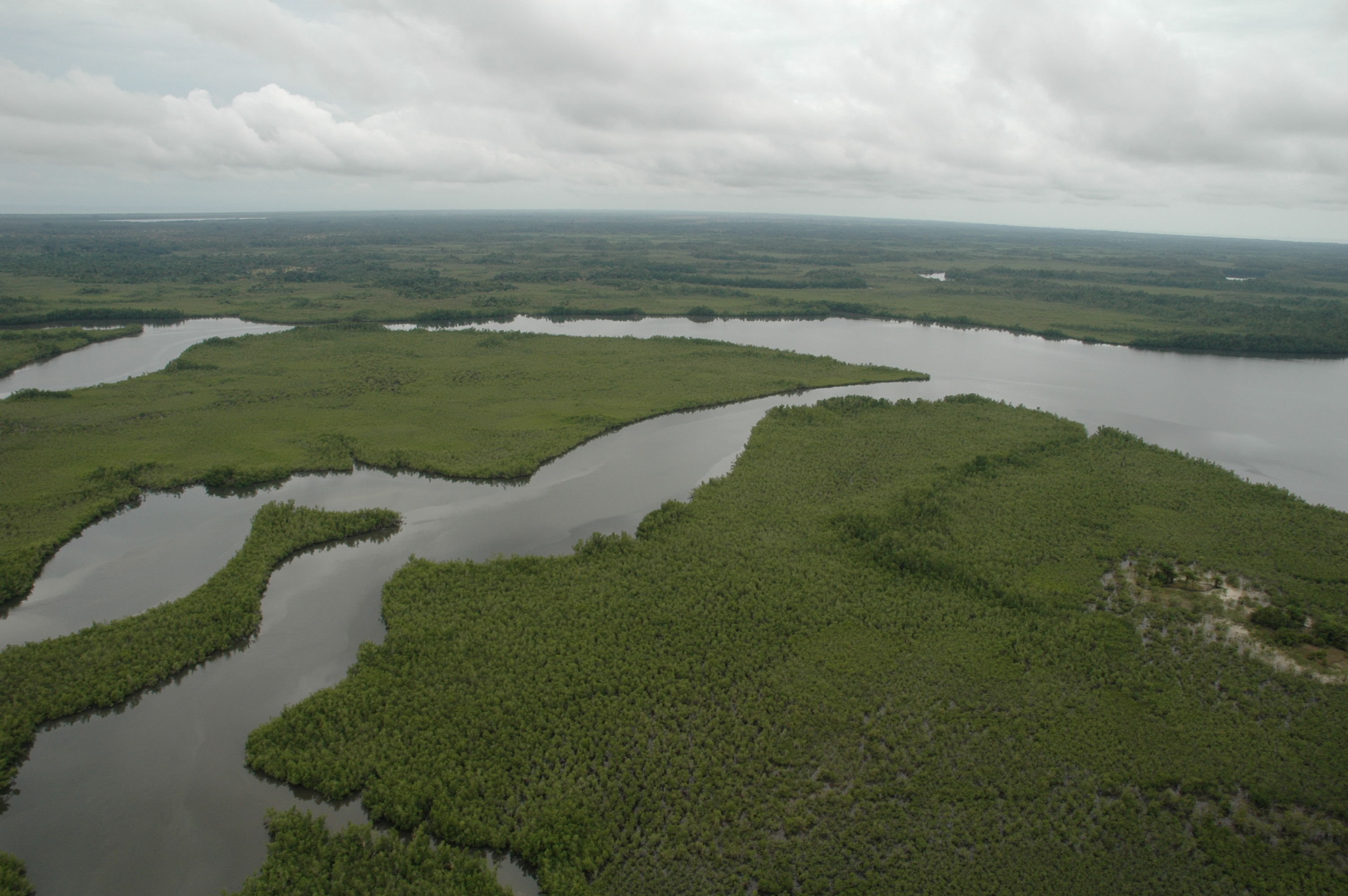
Естуарій Шербро
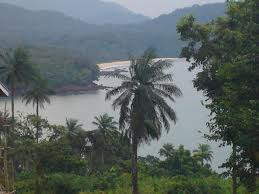
Озеро Сонфон

### Річки
Річки країни належать басейну Атлантичного океану.

## Рослинність
Земельні ресурси Сьєрра-Леоне (оцінка 2011 року):
- придатні для сільськогосподарського обробітку землі — 56,2 %,
  - орні землі — 23,4 %,
  - багаторічні насадження — 2,3 %,
  - землі, що постійно використовуються під пасовища — 30,5 %;
- землі, зайняті лісами і чагарниками — 37,5 %;
- інше — 6,3 %[1].

## Тваринний світ
У зоогеографічному відношенні територія країни відноситься до Західноафриканської підобласті Ефіопської області.

## Охорона природи
Сьєрра-Леоне є учасником ряду міжнародних угод з охорони навколишнього середовища:
- Конвенції про біологічне різноманіття (CBD),
- Рамкової конвенції ООН про зміну клімату (UNFCCC),
- Кіотського протоколу до Рамкової конвенції,
- Конвенції ООН про боротьбу з опустелюванням (UNCCD),
- Конвенції про міжнародну торгівлю видами дикої фауни і флори, що перебувають під загрозою зникнення (CITES),
- Конвенції з міжнародного морського права,
- Конвенції з охорони морських живих ресурсів,
- Монреальського протоколу з охорони озонового шару,
- Міжнародної конвенції запобігання забрудненню з суден (MARPOL),
- Рамсарської конвенції із захисту водно-болотних угідь[12].

Урядом країни підписані, але не ратифіковані міжнародні угоди щодо: Конвенції про заборону військового впливу на природне середовище (ENMOD).

## Стихійні лиха та екологічні проблеми
На території країни спостерігаються небезпечні природні явища і стихійні лиха: сухі пилові вітри харматани дмуть з Сахари в сухий сезон, з грудня по лютий, спричинюючи зниження вологості повітря і значне зниження видимості; пилові і піщані бурі.
Серед екологічних проблем варто відзначити:
- швидко зростаюче населення ствроює значний тиск на місцеві екосистеми;
- знеліснення внаслідок лісозаготівель і розчищень земль під сільськогосподарські угіддя;
- перевипас худоби;
- деградацію земель;
- тривалу громадянську війну;
- перевилов риби.

## Фізико-географічне районування
У фізико-географічному відношенні територію Сьєрра-Леоне можна розділити на _ райони, що відрізняються один від одного рельєфом, кліматом, рослинним покривом: .

### Українською
- Атлас світу / голов. ред. І. С. Руденко ; зав. ред. В. В. Радченко ; відп. ред. О. В. Вакуленко. — К. : ДНВП «Картографія», 2005. — 336 с. — ISBN 9666315467.
- Атлас. 7 клас. Географія материків і океанів / Укладачі О. Я. Скуратович, Н. І. Чанцева. — К. : ДНВП «Картографія», 2014.
- Бєлозоров С. Т. Африка : фізико-географічний нарис. — вид. 2-ге, перероб. і доп. — К. : Радянська школа, 1957. — 232 с.
- Барановська О. В. Фізична географія материків і океанів : навч. посіб. для студентів ВНЗ : [у 2 ч.]. — Н. : Ніжинський державний університет ім. Миколи Гоголя, 2013. — 306 с. — ISBN 978-617-527-106-3.
- Сьєрра-Леоне // Гірничий енциклопедичний словник : [у 3-х тт.] / за ред. В. С. Білецького. — Д. : Східний видавничий дім, 2004. — Т. 3. — 752 с. — ISBN 966-7804-78-X.
- Костів Л. Я. Фізична географія материків і океанів. Африка : навч.-метод. посібник. — Л. : Видавничий центр ЛНУ імені Івана Франка, 2017. — 184 с. — ISBN 978-617-10-0374-3.
- Панасенко Б. Д. Фізична географія материків : навч. посіб. : в 2 ч. — В. : ЕкоБізнесЦентр, 1999. — 200 с.
- Юрківський В. М. Регіональна економічна і соціальна географія. Зарубіжні країни: Підручник. — 2-ге. — К. : Либідь, 2001. — 416 с. — ISBN 966-06-0092-5.

### Англійською
- (англ.) Graham Bateman. The Encyclopedia of World Geography. — Andromeda, 2002. — 288 с. — ISBN 1871869587.

### Російською
- (рос.) Авакян А. Б., Салтанкин В. П., Шарапов В. А. Водохранилища. — М. : Мысль, 1987. — 326 с. — (Природа мира)
- (рос.) Алисов Б. П., Берлин И. А., Михель В. М. Курс климатологии [в 3-х тт.] / под. ред. Е. С. Рубинштейна. — Л. : Гидрометиздат, 1954. — Т. 3. Климаты земного шара. — 320 с.
- (рос.) Апродов В. А. Вулканы. — М. : Мысль, 1982. — 368 с. — (Природа мира)
- (рос.) Апродов В. А. Зоны землетрясений. — М. : Мысль, 2010. — 462 с. — (Природа мира) — ISBN 978-5-244-01122-7.
- (рос.) Сьерра-Леоне // Африка: энциклопедический справочник [в 2-х тт.] / гл. ред. А. А. Громыко. — М. : Советская энциклопедия, 1986. — Т. 2. К-Я. — 671 с.
- (рос.) Браун Л. Африка. — М. : Прогресс, 1976. — 288 с. — (Континенты, на которых мы живем)
- (рос.) Букштынов А. Д., Грошев Б. И., Крылов Г. В. Леса. — М. : Мысль, 1981. — 316 с. — (Природа мира)
- (рос.) Власова Т. В. Физическая география материков. С прилегающими частями океанов. Южная Америка, Африка, Австралия и Океания, Антарктида. — 4-е, перераб. — М. : Просвещение, 1986. — 269 с.
- (рос.) Гвоздецкий Н. А., Голубчиков Ю. Н. Горы. — М. : Мысль, 1987. — 400 с. — (Природа мира)
- (рос.) Гвоздецкий Н. А. Карст. — М. : Мысль, 1981. — 214 с. — (Природа мира)
- (рос.) Географический энциклопедический словарь: географические названия / под. ред. А. Ф. Трёшникова. — 2-е изд., доп. — М. : Советская энциклопедия, 1989. — 585 с. — ISBN 5-85270-057-6.
- (рос.) Исаченко А. Г., Шляпников А. А. Ландшафты. — М. : Мысль, 1989. — 504 с. — (Природа мира) — ISBN 5-244-00177-9.
- (рос.) Каплин П. А., Леонтьев О. К., Лукьянова С. А., Никифоров Л. Г. Берега. — М. : Мысль, 1991. — 480 с. — (Природа мира) — ISBN 5-244-00449-2.
- (рос.) Словарь современных географических названий / под общей редакцией акад. В. М. Котлякова. — Екатеринбург : У-Фактория, 2006.
- (рос.) Литвин В. М., Лымарев В. И. Острова. — М. : Мысль, 2010. — 288 с. — (Природа мира) — ISBN 978-5-244-01129-6.
- (рос.) Лобова Е. В., Хабаров А. В. Почвы. — М. : Мысль, 1983. — 304 с. — (Природа мира)
- (рос.) Максаковский В. П. Географическая картина мира. Книга I: Общая характеристика мира. — М. : Дрофа, 2008. — 495 с. — ISBN 978-5-358-05275-8.
- (рос.) Максаковский В. П. Географическая картина мира. Книга II: Региональная характеристика мира. — М. : Дрофа, 2009. — 480 с. — ISBN 978-5-358-06280-1.
- (рос.) Поспелов Е. М. Географические названия мира: Топонимический словарь. — М. : АСТ, 2005.
- (рос.) Сьерра-Леоне // Страны Африки. Политико-экономический справочник / ред. В. Солодовников, В. Румянцев. — М. : Издательство политической литературы, 1969. — 318 с.
- (рос.) Физико-географический атлас мира. — М. : Академия наук СССР и Главное управление геодезии и картографии ГУГК СССР, 1964. — 298 с.
- (рос.) Энциклопедия стран мира / глав. ред. Н. А. Симония. — М. : НПО «Экономика» РАН, отделение общественных наук, 2004. — 1319 с. — ISBN 5-282-02318-0.